# نیوآرک (نبراسکا)
نیوآرک (به انگلیسی: Newark) یک منطقهٔ مسکونی در ایالات متحده آمریکا است که در نبراسکا واقع شده‌است. نیوآرک ۶۴۱٫۰ متر بالاتر از سطح دریا قرار دارد.